# Zarząd Muzeów i Ochrony Zabytków
Zarząd Muzeów i Ochrony Zabytków (ZMiOZ) – komórka organizacyjna działająca w latach 60., 70. i 80. XX w. w ramach urzędu Ministerstwa Kultury i Sztuki, odpowiedzialna za realizację na szczeblu centralnym zadań wynikających z przepisów ochrony zabytków (do 1962 r. z rozporządzenia Prezydenta RP z dnia 6 marca 1928 r. o opiece nad zabytkami, a od 1962 r. z ustawy z dnia 15 lutego 1962 r. o ochronie dóbr kultury i muzeów) i ustaw dotyczących muzealnictwa.
Zarząd był od końca lat 50. XX w. następcą Centralnego Zarządu Muzeów i Ochrony Zabytków, a działał do 14 grudnia 1987 r., kiedy przekształcono go w Departament Ochrony Dóbr Kultury, Muzeów i Plastyki MKiS.
Zarządem kierował dyrektor z tytułem Generalnego Konserwatora Zabytków.
Jednostki i instytucje poprzedzające ZMiOZ i następujące po nim:
- 1945 do pocz. l. 50. XX w. - Naczelna Dyrekcja Muzeów i Ochrony Zabytków – Główny Urząd Konserwatorski
- l. 50 XX w. – Centralny Zarząd Muzeów i Ochrony Zabytków
- l. 60., 70. i 80. XX w. – ZMiOZ
- 1987 do pocz. l. 90. XX w. – Departament Ochrony Dóbr Kultury, Muzeów  i Plastyki
- pocz. l. 90. XX w. do 1997 – Biuro Ochrony Dóbr Kultury i Muzeów
- 1997–1999 – Biuro Ochrony Zabytków
- 1999–2002 – Urząd Generalnego Konserwatora Zabytków
- 2002-obecnie – Departament Ochrony Zabytków